# Körösújfalu
Körösújfalu is een plaats (község) en gemeente in het Hongaarse comitaat Békés. Körösújfalu telt 718 inwoners (2002).